# テラドライブ
テラドライブ（TERADRIVE）は、セガ・エンタープライゼス（後のセガ）が日本IBMと共同開発し、1991年5月に発売した、メガドライブ内蔵パソコンの製品名。

## 概要
テラドライブはメガドライブと同じ黒基調のデスクトップ筐体にパーソナルコンピュータとメガドライブの同居するIBM製マザーボードを搭載した。前面にあるスイッチでPCかメガドライブかを選択して起動できるほか、同時に稼動させることもできた。表示には専用モニタを用いるか、またはPC用モニタとビデオモニタを併用することもできる。OSにはIBM DOSバージョンJ4.0/V（いわゆるDOS/V）が採用された。
単にパソコンとメガドライブを一つの箱に入れただけでなく、80286とメガドライブのMC68000は互いのバスが結ばれており、連携できることを特徴とした。当時それぞれDOS/Windows機とMacintoshで採用されていた2大CPUの併用という大胆な構成は話題を呼んだが、PC部のCPUはあくまで80286であり、当時のMacintoshのOSである漢字Talkが動作するわけではない。
またPC部は単なる互換機にとどまらずIBM純正PCの性格を持ち、ROM DOSや漢字ROM、専用メニューなど、当時のIBM製PCに相当する機能を備えていた。ただし発売元はあくまでセガである。コンシューマーゲーム機のバリエーションとしては非常に高価である一方で、PCとして見た場合は（当時としては）安価に提供された。しかし発売当時としてもマシンパワーが低く、陳腐化も早かった。今後の標準として「Windows （V3.0）対応」も謳われていたが、マイクロソフト製Windows 3.1日本語版以降には対応していない。

## ハードウェア
ここでは主としてPC側のハードウェアについて述べる。メガドライブ側のハードウェアにも本機特有の仕様がいくつかあるが、それ以外の部分はメガドライブを参照。
筐体
全体的に黒い色調で統一され、電源スイッチやLEDなど、ごく一部にオレンジが使われている。専用モニタを載せた形状は一見すると当時のデスクトップ・パソコンとして一般的な横置きの直方体だが、モニタを除く本体のカタログ寸法は幅36 cm×奥行き33.4 cmと正方形に近く、高さは足（1 cm厚）を含めても8 cmと薄い。いわゆるピザボックス型の省スペースパソコンである。
フロントパネルは、前面向かって左にはメガドライブのカートリッジを挿入するスロットが、右にはFDの挿入口が付いている。中央部はモデルによって形状が若干異なり、MODEL2では2台目のFDDが、MODEL3ではHDDが搭載されている。
CPU
テラドライブのPC側に使われているCPUは80286/10MHzである。当時は386SXの登場で32ビット機が急速に普及しつつあったものの、安価な下位機種にはV30HLなどの16ビットCPUがまだ使われていた時代であり、テラドライブでは同じ16ビットでも機能面で有利な80286を採用していた。これはDOS/Vが80286以上を前提としたOSであることから当然の仕様ではあったが、当時話題となっていたMS-Windows(v3.0)をスタンダードモードで動作させることができる最低ラインのCPUでもあり、Windows対応も売り文句のひとつになっていた。しかし動作クロックは当時の最低クラスだったうえ、ソケットを介さずマザーボード直付けで交換も困難だった。また数値演算用コプロセッサを利用することもできなかった。
80286とメガドライブのMC68000は同じ基板上で動いており、内部で共有ポートを介し接続され、連携できるようになっていた。また後述のようにPCとメガドライブを別個に同時に稼動させることもできたが、この場合、MC68000自体も通常のメガドライブより高いクロック周波数で動作させることができた。
さらにメガドライブと同様にZ80も搭載しており、マニュアルでは合計40bitとも表現されている。これらのCPUはセカンドソース品が使用され、コストダウンがはかられていた。
画面表示
主としてPC時に31kHz、メガドライブ時に15kHzの画面出力が使われる。またVGA端子とAV端子（RCA）の2系統の出力を持ち、背面に切替スイッチがある。AV出力はメガドライブのような専用ケーブルではなく、汎用のRCAケーブルが使用可能。一般的なビデオモニタはAV端子からの31kHz入力には対応していないが、AV出力設定時はPC画面もデフォルト（英語モード）では320x200 (15kHz) の画面モードになるのでAV端子にもPC画面の表示が可能（一般的な日本語モードは31kHz以上のため不可）。VGA端子にはどちらの周波数も出力できるため、15kHz/31kHzの両方に対応した専用のパソコン用ディスプレイ（HTR-2200）も用意された。専用ディスプレイが無くても通常のミニD-sub15ピン接続のPC用モニタと、家庭用テレビなどのビデオモニタを併用することで一通りの機能は利用できた。ただしS端子やD端子に出力する手段は無いため、メガドライブ画面にAV端子以上の画質を求めるのであれば、15kHz入力に対応したVGAモニタが必要となる。
| 動作切替 スイッチ                                 | 出力切替 スイッチ | 動作状態   | AV出力              | VGA出力             |
| ------------------------------------------------- | ----------------- | ---------- | ------------------- | ------------------- |
| PC側                                              | AV側              | 英語モード | PC画面(15kHz)       | PC画面(15kHz)       |
| PC側                                              | AV側              | DOS/V時    | 実質 不可           | PC画面 (31kHz)      |
| PC側                                              | VGA側             | 通常時     | 実質 不可           | PC画面 (31kHz)      |
| PC側                                              | VGA側             | 併用時     |                     | PC画面 (31kHz)      |
| MD側                                              | （無関係）        | （無関係） | メガドライブ(15kHz) | メガドライブ(15kHz) |
| 15kHzは現在のPC専用モニタの多くは対応していない。 |                   |            |                     |                     |

オンボードVGAの表示能力は640x480x16色または320x200x256色。実際にはSVGAモードを持つチップセットを搭載しているが、標準ではSVGA機能は利用できなくなっている。これは当時のPS/55シリーズの一部機種と同様であり、これらの機種でもSVGAモードを復活させることができれば800x600の画面を利用できる可能性があるとされている（実際そのようなフリーソフトも存在した）。
この場合、SVGAは35kHz程度の低周波数で出力でき、多くの場合は専用モニタHTR-2200でも映ることが知られている。しかし専用モニタを他のPCに利用する場合はVGA（15/31kHz）以外ではうまく映るとは限らず、あくまで非公式な使い方である。
専用モニタ自体はD-sub 9ピンのソケットが採用されており、PCへの接続ケーブルを介してVGA15ピンに変換されている。
また、拡張スロット (ISA) 用のグラフィックカードを利用する場合などに、オンボードVGAはマザーボード上のジャンパピンで無効に設定することもできる。
メモリ
主記憶用SIMMスロットは30ピンのソケットが2本しかなく、モデルごとに異なる容量のSIMMが標準で搭載されている。交換は同容量2枚1組で行うが、高位アドレスが配線されていなかったため、（無改造では）最大1MBのSIMMまでしか利用できない。マザーボード上のRAMは512KBであるため、合計2.5MBまで増設できる。
|         | オンボード | SIMM     | 合計  | 最大  |
| ------- | ---------- | -------- | ----- | ----- |
| model 1 | 512KB      | 64KB x2  | 640KB | 2.5MB |
| model 2 | 512KB      | 256KB x2 | 1MB   | 2.5MB |
| model 3 | 512KB      | 1MB x2   |       | 2.5MB |

拡張スロット
PC側の拡張スロットはISA1本と不足しており、本来-12Vが供給されているべき端子に電源が来ておらず、サウンドボードのSound Blasterなどが動作しない（有償での改造サービス有り）。なおカタログスペック上はISAとは書いておらず、ハーフサイズのATバス準拠ということになっている。
メガドライブ側の拡張用スロットは天板を突き抜けて上面にある。ROMカートリッジ用スロットは前面にあり、メガドライブ2と同様にカセットのロック機構は無い。ゲームカートリッジはシール面を上向きにしてセットするため、シールの文字が上下逆になる。どちらも物理的な形状の問題があり、（無改造では）メガアダプタ・メガCD・スーパー32Xなどが接続できない。
ストレージ
内蔵3.5インチFDDは1.44MB/720KBの2モードで、いわゆるPC-9800シリーズ等に使われた1.25MBのフォーマットには非対応。このドライブは一般的なAT互換機のものと互換性は無く、他機種に流用するにはある程度の改造が必要になる。またベゼルはフロントパネルと形状の合う専用品である。
MODEL3には30MBのHDDが内蔵されているが、ハードディスクのインタフェースが一般的なIDEではなくIBM独自であるうえ、筐体内部には4ピンの電源ケーブルも存在しないため、交換や流用は困難だった。増設する場合は拡張スロットにSCSIなどのインターフェースを別途搭載し、外付けする形となる。
またメガCDと互換性のある専用CD-ROMドライブも企画されていたようだが、発売されることはなかった。
メガCD用ソフトが遊べないという問題自体は後にROMカートリッジ用スロットへ接続する同人ハードウェア「MegaSD」により解決した。
キーボード
専用キーボードはPS/2接続の外付け106キーボードであり、コンパクトなPC筐体とは対照的に、通常サイズのフルキーボードが採用されている。「SEGA」のロゴが入っていることを除けば実質的には当時のIBM PCのキーボードの廉価版に相当し、押下したときにカチンという感触のあるメカニカルなキーが使われている。PC機能を利用するときにはキーボードの接続が必須であるが、逆にメガドライブ機能だけ利用するときはキーボードやマウスを取外してPS/2ポートの蓋を閉じておくこともできる。とはいえ本機は本体と専用キーボードが両方揃って1個体であり、片方だけでは中古売買の際にパーツ相当品（ジャンク）となることに留意が生じるケースもある。カタログ上は主な付属品の欄に電源ケーブルやメガドライブ用パッドの記載はあっても、キーボードという記述は無い。すなわちキーボードは「付属品」というより、建前上はパソコン本体の一部分のような扱いになっている。市販のPS/2接続のAT互換機用キーボードも使用できないわけではないが、BIOSメニューにはNumロックの初期状態を指定する項目が存在せず、テンキーレスのコンパクトキーボードは想定されていない。
その他のハードウエア
PC側の音源は（標準では）BEEPのみだが、メガドライブのゲームと同様に、本体前面にあるヘッドホン端子（ステレオ）に出力させることができる。スピーカー（モノラル）も内蔵しており、ヘッドホンを繋がない場合はそちらから出力される。背面のAV端子のオーディオ出力はステレオに対応した赤と白のRCA端子が用意されている。なお初期のロットではメガドライブのヘッドホン出力が左右逆という不具合もあり、これも改修サービスの対象だった。
カレンダ用バッテリはPC用としては一般的なCR2032が採用されている。
キーボード・マウスはPS/2コネクタ接続、ゲームや内蔵メニューの操作にはメガドライブと同じゲームパッドを用いる。これらはいずれも前面にソケットがあり、フロントパネル側から脱着できる。使用しないときは取り外して蓋を閉じておける構造になっている。なおUSBマウスなどからのPS/2変換では動かない場合があり、ネイティブなPS/2デバイスを使うほうが確実である。
このほか背面にはプリンタポート・シリアルポート・メガドライブ外部コントロール端子を備えている。プリンタポートは一般的なセントロニクス規格に準拠しているが、双方向モードが普及する以前だったため、パラレルポート接続のCD-ROMドライブなどが動作しないことがある。

### 内蔵ソフトウェア
セットアップメニュー
PCモードで起動時にF1キーを押すとBIOSメニューに入り、TERAメニューにおける国別キーボードの選択や起動音の有無などが設定できる。
TERAメニュー
PCモードで電源を入れるとまずROMドライブからTERAメニューが立ち上がり、テキストファイルの閲覧（英語のみ）・FDのフォーマット・ディスクコピー・日付/時刻設定といった操作を行うことができる。
さらにTERAメニューは別途OSなしでDOS用プログラムを直接実行できる機能を持つが、これはROMドライブ上の英語版PC DOS3.3環境を利用したものであり、CONFIG.SYSで環境を設定することはできない。ROMドライブの存在はTERAメニュー上には表示されないが、当時のDOSでBIOS認識できるHDD用ドライブレター（C:またはD:）のうち片方をROMドライブが占有するため、TERAメニューでは既存のHDDは1つまでしか参照できない。またPC DOS3.3の制限で約32MBを超えるパーティションもTERAメニューからは認識できない。
メニューからDOSを選ぶとROMドライブが消え、PCが再起動して任意のOSを走らせることができる。なおTERAメニュー（ROMドライブ）を優先的に起動するかどうかはマザーボード上のジャンパピンで変更できる。
OS
各モデルともIBM DOS J4.0/VのFDが添付され、HDD内蔵モデルではプリインストールされていた。Windowsについては標準搭載したモデルは無く、別売だった。バージョン4.0のDOSは空きメモリが少ないという欠点でも知られるが、前述のようにROM内に英語版PC DOS 3.3も内蔵しているため、目的に応じてそちらも利用できた。ただしこちらはTERAメニューに必要な最低限のファイルしか備えていない。FORMATコマンドは用意されているため、"/S"オプションでFDやHDDにシステムを移せばROMドライブと違ってCONFIG.SYSで環境を設定することも可能になる。
ROM-BASICは当時のIBM製PCと同様にBASIC.COMやBASICA.COMでDOS上から呼び出すことができる。ただし詳しい文法の解説書は別売であるなど、本機はBASICよりもDOSでの利用が想定された構成になっている。
漢字ROM
当時のPS/55シリーズと同様に、漢字のフォントデータがROM内に用意されている。これに対応したDOS/V用フォントドライバを用いることで、DOS/V上の日本語フォントに利用できる。

### PCとメガドライブの併用と連携
同時使用
PCモードでVGA出力に設定されているときにF2キーを押しながら起動するか、またはPC起動後にソフトウエア的な手段でビデオ側にメガドライブの画面が出力されるようになり、PCとメガドライブが独立して別個に使用できる状態になる。ただし本来8MHz動作であるメガドライブ側もPC側と同じクロックに連動して10MHzの高速動作となるほか、PC側をリセットするとメガドライブ側も強制終了される。なお本体前面のリセットボタンはメガドライブ用であり、メガドライブ側をリセットしてもPC側はリセットされない。
TERAメニューでの連携機能
TERAメニューではPCとメガドライブの機能が連携されており、裏でメガドライブが動いていないときであればメガドライブ側のコントローラでもメニューを操作できるという特徴を持つ。
さらにTERAメニュー上からプログラムファイルを実行する際にはキーボードエミュレータ機能が利用でき、メガドライブのパッドに任意のPCのキー（一部を除く）を割り当ててアプリケーションから利用できる。ただしWindowsのように独自のキーボード制御を行うプログラムでは無効。
その他の連携ソフト
専用ソフトは『パズルコンストラクション』が発売された程度である。
80286と68000を連携させるためのSDKは公開されなかったが、セガから公式にパソコン通信の場（TERA-NET）が提供され、ユーザー同士で情報交換が行われた。フリーソフトではROMカートリッジのセーブデータやメガCDのバックアップRAMカートリッジにPCからアクセスするものや、メガドライブのパッドにPCソフト（DOSシェルやFD）の操作キーを割り当てるものなどが存在した。

## バリエーション
本体
- MODEL1: メインRAM640KB、3.5インチFDD1基搭載。148,000円
- MODEL2: メインRAM1MB、3.5インチFDD2基搭載。188,000円
- MODEL3: メインRAM2.5MB、3.5インチFDD1基+30MB HDD1基搭載。248,000円

オプション
- 専用ディスプレイ（HTR-2200）: 14インチ、ドットピッチ0.31mm。79,800円
- 専用マウス（HTR-2300）: ボール式、200カウント/インチ。6,800円

このほか専用キーボード（HTR-2106）も後に（補修部品が）単独で一部流通した例があるが、これはもともとカタログに記載が無く、製品ラインナップとして用意されていたものではなかった。PS/2接続であるため事実上の汎用品ではあるが、建前上はあくまでパソコン本体の一部分のような扱いだった。

## 発売後の状況
テラドライブは家庭でのマルチメディア（旧ニューメディア）環境の本格的な普及を目指し、実売価格10万円を意図して開発された意欲的な製品だったが、価格を抑えるためPCjr並みにPCとしての性能と拡張性が低かったことから普及には至らず、後継機種、上位機種とも発売されなかった。当時のIBM製高級機と差別化するためにわざと性能を落としたという評価もある。
1991年発売のテラドライブはWindowsには非力だが、初代DOS/Vを搭載した厳密な意味での「DOS/V機」である。しかし一般に広くDOS/V機の名が普及したのは翌1992年のコンパック・ショック以降だった。それ以前に開発されたテラドライブは、安価でも高性能というDOS/V機としての利点を生かしきれていなかった。ただし、それでも当時主流だったNEC機と比べればコストパフォーマンスは高いほうだった。1993年になると国内メーカーも追従して下位機種にもi486を搭載するようになり、その頃に登場したマイクロソフト製Windows 3.1日本語版も80286には非対応になった。結果的に多くのDOS/V機が「Windows機」として使われた中、テラドライブは急速に時代に取り残されていくかたちとなった。
しかし使用されている部品は当時のIBMの高級機と同等の品質であり、周辺機器の接続もVGA端子やPS/2コネクタであることから流用ができた。後日放出されたテラドライブ用106キーボード（本来は本体の一部）はIBM純正と同様な品質を保ちながら非常に安価だった。またCRTモニタは15/31kHzの両スキャンモードに対応していたため、コモドール社のAmigaと相性が良かったほか、曲がりなりにもSVGAが映ることから当時高価だったWindows用高解像度ディスプレイ（マルチスキャンモニタ）の代替としても利用価値があった。専用マウスも黒でカラーリングの合うことから、CRT、キーボードと共にThinkPad 220の活用本でも紹介されていた。なお余ったテラドライブ本体もビデオ出力が可能なので、パッドだけ繋げばメガドライブとして利用することができる。しかし一般にキーボード欠品のメーカー製PCはジャンク扱いとなり中古買取では大幅に減額される。テラドライブはその話題性から一部のショップの店頭を飾ったが、売れなかったこともあり、まともな中古品はあまり出回らなかった。